# Penisa poliorhoda
Penisa poliorhoda är en fjärilsart som beskrevs av George Francis Hampson 1907. Penisa poliorhoda ingår i släktet Penisa och familjen nattflyn. Inga underarter finns listade i Catalogue of Life.